# Oserijati
Oserijati (lat. Osseriates, Oseriates) bili su ilirsko pleme koje je živjelo kraj rijeke Save blizu ušća rijeke Vrbasa. Nalazili su se između Kolapijana i Breuka i možda su pripadali južnopanonskoj jezičkoj skupini. Vjerojatno su se Kolapijani, Varcijani i Ozerijati izdvojili iz velikog plemena Breuka, koje se nakon velikog ilirskog ustanka (6. – 9. po. Kr.) podijelilo na više manjih dijelova. Ime plemena vjerojatno je satemsko i potiče od indoeuropskog korijena "eghero" (jezero).